# Chlamydatus californicus
Chlamydatus californicus är en insektsart som beskrevs av Schuh och Schwartz 2005. Chlamydatus californicus ingår i släktet Chlamydatus och familjen ängsskinnbaggar. Inga underarter finns listade i Catalogue of Life.